# Metapolybia bromelicola
Metapolybia bromelicola är en getingart som beskrevs av Paulo Agostinho de Matos Araujo 1945. Metapolybia bromelicola ingår i släktet Metapolybia och familjen getingar. Inga underarter finns listade i Catalogue of Life.